# معضلة الوعي
معضلة الوعي هي مسألة تفسير وجود كائنات واعية تعيش تجارب ذاتية، وكيف ولماذا تفرق الحالات المحسوسة الداخلية الذاتية مثل الحرّ والألم عن الحالات غير الذاتية غير المحسوسة كما في جهاز منظم الحرارة أو آلة التحميص. أراد الفيلسوف ديفي تشالمرز الذي صكّ مصطلح «معضلة» الوعي أن يقابلها بـ «المسائل السهلة» التي تفسر القدرة على تمييز المعلومات وإدماجها ورواية الحالات الذهنية وتركيز الانتباه وغير ذلك. تعدّ المسائل السهلة سهلةً إلى حدٍّ ما لأن كل ما يتطلبه حلها هو تحديد الآلية التي تجري بها الوظيفة. بعبارة أخرى: مهما كان فهمنا لهذه  الظواهر رديئًا ومهما كانت هذه الظواهر معقدة، فإنه بإمكاننا في النهاية أن نعتمد في حلها على المناهج العلمية المعتمدة. يقول تشالمرز إن مسألة التجربة مختلفة عن هذه الظواهر وإنها «سوف تستمرّ حتى إذا استطعنا شرح كل هذه الوظائف القريبة منها».
ولكنّ وجود «المعضلة» محل جدل. فقد قبلها بعض فلاسفة العقل مثل جوسيف ليفين وكولين مكغين ونيد بلوك، وبعض علماء الأعصاب الإدراكيين ومنهم فرانسيسكو فاريلا وغيوليو تومومي وكريستوف كوتش. ولكن وجود المعضلة لم يزل محل نقاش بين بعض فلاسفة العقل الآخرين مثل دانييل دينيت وماسيمو بيغليوتشي وكيث فرانكش وبعض علماء الأعصاب الإدراكيين الآخرين مثل ستانيسلاس ديهين وبيرنارد بارس. 

## صيغة تشاملرز

### المعضلة
في ورقته «في مواجهة مسألة الوعي» (1995) كتب تشاملرز: 
من المسلّم به الذي لا ينكره أحد أن بعض الكائنات كائنات مجرّبة. ولكن السؤال: كيف كانت هذه الأنظمة محالّ تجربة -سؤال معقد. لماذا نعيش تجربة بصرية أو صوتية عندما تنخرط أنظمتنا الإدراكية في عملية معالجة المعلومات البصرية أو الصوتية؟ لماذا نشعر بالاكتئاب العميق؟ لماذا نشعر بالعلامات الموسيقية؟ كيف يمكن أن نشرح قدرة شيءٍ من الأشياء على إثارة صورة ذهنية أو حثّ تجربة شعورية؟ من المتفق عليه على نطاق واسع أن الأمر يُبنى على أساس جسمي، ولكننا لا نملك أي تفسير مقنع لكيفية ظهوره ولا سببه. لماذا كان على المعالجة الجسمية أن تنتج حياة داخلية غنية بالمشاعر؟ إن العقل يقضي بأنها لم يكن عليها أن تنتج هذا، ولكن الحقيقة أنها أنتجت. 
في الورقة نفسها، كتب: 
إن معضلة الوعي الحقيقية هي معضلة التجربة. فإننا عندما نفكر أو نحسّ نعالج معلومات معينة، ولكن في الأمر جانبًا ذاتيًّا آخر. 

### المسائل السهلة
يصنع تشاملرز مقابلةً بين المعضلة وعدد من المسائل السهلة التي يقدمها الوعي وهو يقرّ بأن هذه المسائل السهلة تحتاج إلى عمل تجريبي صعب، ولكنه يسميها مسائل سهلة لأنها مستطاعة الحل من خلال الطرق العلمية المعتمدة. ويركّز تشاملرز على أن هذه المسائل السهلة تشترك كلها في أنها تفسير لوجود قدرة، أو إجراء وظيفة ما أو سلوك. قدّم تشاملرز هذه القائمة من المسائل السهلة:
- القدرة على تمييز المنبهات البيئية وتصنيفها والتفاعل معها.
- قدرة النظام الإدراكي على إدماج المعلومات.
- القدرة على رواية الحالات الذهنية.
- قدرة النظام على الوصول إلى حالاته الداخلية.
- تركيز الانتباه.
- السيطرة المتقنة على السلوك.
- التفريق بين النوم واليقطة.

## صيغ أخرى
من الصيغ الأخرى لمعضلة الوعي:
- «لماذا كانت بعض الكائنات محالّ تجربة؟»
- «لم وُجد الوعي بالمعلومات الحسية أصلًا؟»
- «لم وجدت التجربة الذاتية؟»
- «لمَ وُجد عنصر ذاتي في التجربة؟»
- «لماذا لم نكن زومبيّات متفلسفة؟»

وقال الفيلسوف رامي مجيد عام 2016 إن معضلة الوعي في الحقيقة مرتبطة بـ «هدفين تفسيريين»:
1. [م.ج] المعالجة الجسمية التي أنتجت تجارب لها طبيعة ظاهراتية.
2. [ق] قدراتنا الظاهراتية موجودة بطريقة أو بأخرى.

أما الحقيقة الأولى فتتعلق بالارتباط بين الجسمي والظاهراتي (بعبارة أخرى: كيف ولماذا كانت بعض التجارب الجسمية تجارب محسوسة)، وأما الثانية فتتعلق بطبيعة الظاهراتي في نفسه (بعبارة أخرى: كيف نحس بالحالة المحسوسة؟).

### سوابق تاريخية
إن لمعضلة الوعي سوابق تاريخية أقدم من تشاملرز بكثير، أشار إليها تشاملرز نفسه. 

كتب الفيزيائي والرياضي إسحاق نيوتن عام 1672 في رسالة أرسلها إلى هنري أولدنبرغ: 
ليس سهلًا علينا أن نعرف على أي نحو يمكن للضوء أن يبعث في عقولنا الشعور باللون. 
كتب جون لوك الفيلسوف والفيزيائي في مقالة عن الفهم الإنساني (1690): 
قسّم المادة إلى أجزاء دقيقة صغيرة كما تريد (وهو ما نميل إلى الظن أنه سيجعلها متاحة للتفكير) وغيّر في كمياتها وحركاتها ما أحببت -اجعلها كالكوكب أو كحجر النرد أو كالمخروط أو الموشور أو الأسطوانة أو غير ذلك، ولتكن أبعادها جزءًا من مليون جزءٍ من نقير، لن تستطيع بعد كل هذا أن تفرّق بين عمل هذه المادة المقسمة والمادة التي أبعادها بالبوصات أو الأقدام، فهذا كظنك أنك إذا جمعت جزيئات كبيرة كثيرة من المادة بأعداد مخصوصة وحركات مخصوصة من الأشياء الدقيقة التي توجد في أي مكان، استطعتَ أن تنتج حسًّا وفكرًا ومعرفة. ستتضارب الأشياء الدقيقة هذه وتدافع ويقاوم بعضها بعضًا كما تفعل الأشياء الكبيرة، وهذا كل ما يمكنها فعله، من المستحيل فهم أن المادة، سواء بالتقسيم أو دونه، تستطيع من نفسها أن تنتج حسًّا وإدراكًا ومعرفة، فإذا كان هذا، يتضح أن الحس والإدراك والمعرفة خصيصة لم تنفصل منذ الأزل عن المادة وعن كل جزءٍ منها. 
كتب العالم الموسوعي والفيلسوف غوتفريد ليبنيز عام 1714، وهو مثال سُمّي ثغرة ليبنيز: 
لا بد من الاعتراف بأن الإدراك وما يعتمد عليه لا يمكن تفسيره من وجهة النظر الميكانيكية، أي باستخدام الأعداد والحركات. وإذا افترضنا آلة مصممة من أجل أن تفكر وتشعر وتدرك، فإنها لا بد أن تكون ذات حجمٍ ضخم حتى تجمع هذه الخصائص كلها، وقد يبلغ حجمها أن المرء يستطيع دخولها كما يدخل إلى مصنع أو طاحونة هواء. فإذا كان هذا، فإننا عندما نبحث في داخل هذه الآلة، سنجد أجزاءً يعتمد بعضها في عمله على بعض، ولكننا لن نجد شيئًا يفسّر الإدراك. 

## إجابات
نشأ من صياغة تشاملرز لمعضلة الوعي نقاش كبير في فلسفة العقل وفي البحث العلمي أيضًا. تقبل بعض الإجابات أن المعضلة حقيقية وتحاول أن تطوّر نظرية للوعي تستطيع حل المعضلة، وتحاول الإجابات الأخرى أن تظهر أن تفريق المعضلة عن المسائل السهلة تفريقٌ لا يصمد أمام التحليل. أما النوع الثالث من الإجابات، فهو أن معضلة الوعي حقيقية ولكن ليس في مقدور الوعي الإنساني حلها.

### حلول مقترحة
اقتُرحت حلول كثيرة لحل معضلة الوعي. من هذه الحلول: الاختزالية الضعيفة، وهي الرأي القائل أنه لما كانت معضلة الوعي مسألة لا يمكن للتقدم العلمي حلها، فإن ذلك راجع إلى خطأ في فهمنا لا إلى مشكلة وجودية. من الحلول المقترحة الأخرى الحل القائل إن الوعي شيء قائم بنفسه غير حادث من العمليات الجسمية مثل جوانب الحياة الأخرى. يرى أصحاب الفلسفة الثنائية أن الوعي إما أنه خصيصة غير جسمية منفصلة عن الدماغ، وإما أنه خصيصة غير جسمية للدماغ. أما الروحية الشاملة والأحادية المحايدة فيرون أن الوعي جوهري في المادة. يرى تشاملرز أن الحل المناسب هو بقاء المعضلة سؤالًا مفتوحًا، ولكنه يميل إلى حل يشبه الحل الثنائي أو ما يسميه «الأحادية من النمط إف» (وهي تشمل الروحية الشاملة والأحادية المحايدة)، وقد رفض تشاملرز الاختزالية الضعيفة.